# Distretto di Foya
Il distretto di Foya è un distretto della Liberia facente parte della contea di Lofa.